# Emelle, Alabama
Emelle là một thị trấn thuộc quận Sumter, tiểu bang Alabama, Hoa Kỳ. Dân số năm 2009 là 28 người, mật độ đạt 51 người/km².